# 조지 스톤
조지 스톤(Georgie Stone, OAM, 2000년 5월 20일 ~ )은 오스트레일리아의 배우, 작가, 트랜스젠더 인권운동가이며, 트랜스여성이다. 10살 때 호르몬 억제 요법을 받음으로써 해당 요법을 받은 최연소 오스트레일리아인이 되었다. 조지의 사례는 성전환 1단계 요법시 트랜스젠더 아동 및 부모가 오스트레일리아 가족 법원에 신청을 필수로 해야하는 법안을 개정하는데에 선례로 인용되었다.

## 출연 작품

### 영화
- 조지 스톤의 드림라이프 (2022, 단편 다큐) - 본인 역

### 텔레비전
- 네이버스 (2019-2022) - 매켄지 하그리브스 역

## 같이 보기
- 트랜스젠더 인물 목록
- 오스트레일리아의 트랜스젠더 권리